# Студен степен климат
Студеният степен климат е климатичен тип в класификацията на Кьопен, означаван със символа BSk. Отличава се от другите типове сух климат с умерено ниските валежи (между 50% и 100% от нивото на евапотранспирация) и относително ниските температури (средната годишна температура е до 18 °C).
Студеният степен климат обхваща части от Северна и Южна Америка, Централна Азия, южна Австралия, планински райони в Африка и Югозападна Азия, характеризиращи се с полупустинен и степен ландшафт.
Студеният степен климат в системата на Кьопен най-често се проявява в субтропичния и умерения пояс в класификацията на Алисов.